# Szkaradnicowate
Szkaradnicowate (Synanceiidae) - rodzina drapieżnych ryb skorpenokształtnych.

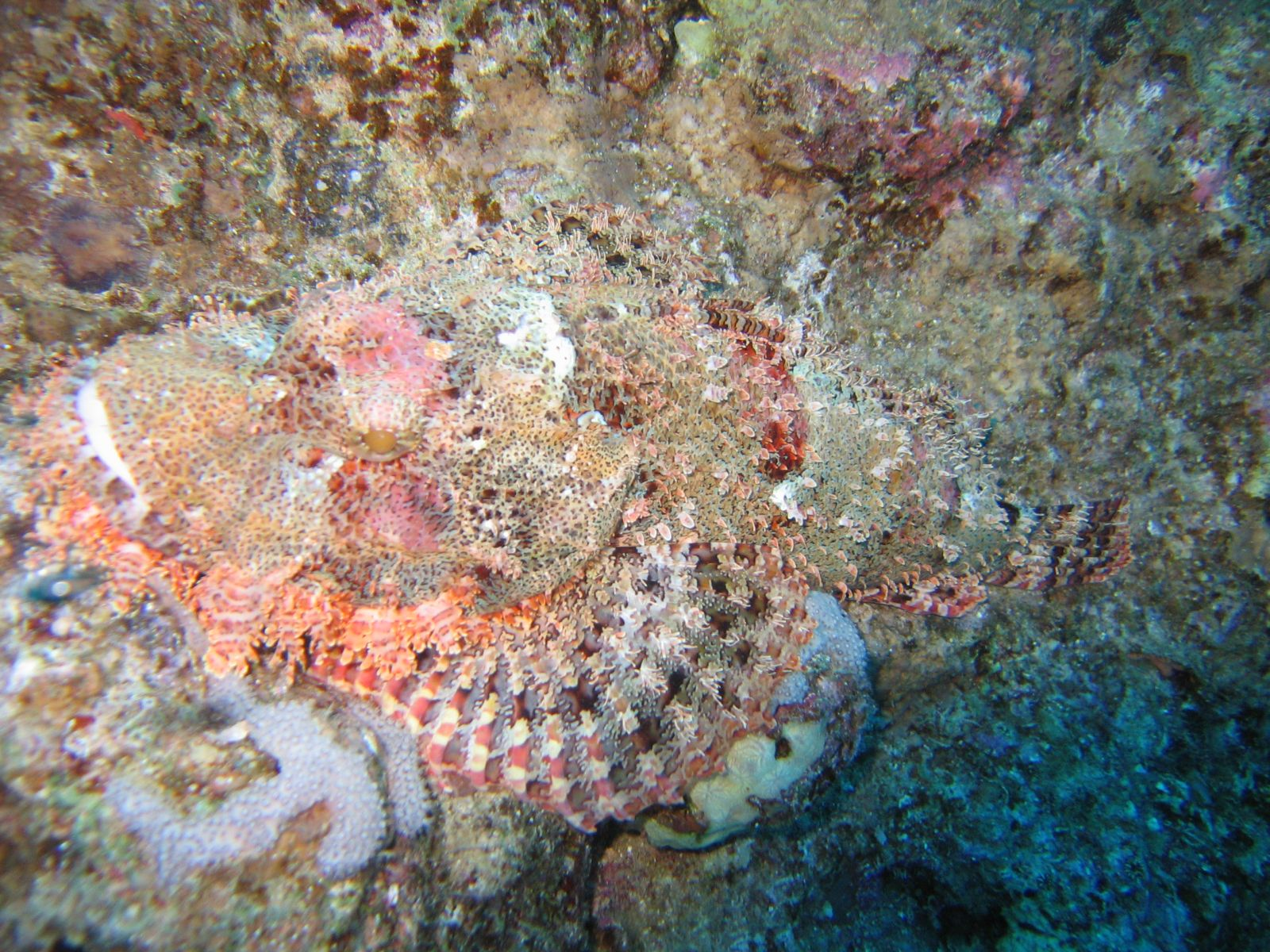

Występowanie: ciepłe i tropikalne wody Oceanu Indyjskiego i Spokojnego, także w Morzu Czerwonym. Rzadko w wodach słodkich i słonawych. Częste w rejonach raf koralowych. Niektóre gatunki spotykane w akwarystyce morskiej.
Polują na ryby i skorupiaki, czatując wśród skał lub zagrzebane w dnie. Potrafią się świetnie kamuflować (mimetyzm). Mogą być niebezpieczne dla człowieka.

## Klasyfikacja
Rodzaje zaliczane do tej rodziny są zgrupowane w podrodzinach Choridactylinae, Minoinae, Synanceiinae, :
Choridactylus – Dampierosa – Erosa – Inimicus – Leptosynanceia – Minous – Pseudosynanceia – Synanceia – Trachicephalus
Klasyfikacja biologiczna rodziny nie jest ustalona. Niektórzy systematycy zaliczają wymienione rodzaje do rodziny skorpenowatych (Scorpaenidae).